# La Vilella Baixa
La Vilella Baixa är en kommun i Spanien.   Den ligger i provinsen Província de Tarragona och regionen Katalonien, i den östra delen av landet, 400 km öster om huvudstaden Madrid. Antalet invånare är 222. Arean är 5,6 kvadratkilometer. La Vilella Baixa gränsar till Cabacés, La Vilella Alta, Gratallops, El Lloar och La Figuera. 
Terrängen i La Vilella Baixa är kuperad åt nordväst, men åt sydost är den platt.